# Крейчи, Франтишек
Фра́нтишек Кре́йчи (чеш. František Krejčí; 21 августа 1858, Гостинне, Австрийская империя (ныне Краловеградецкого края Чехии) —24 мая 1934, Прага, Чехословакия) — чешский философ и психолог, один из ведущих представителей и популяризаторов чешского позитивизма, основатель чешской научной психологии и один из ведущих организаторов философской школы Чехословакии. Педагог. Доктор наук. Профессор философии и психологии Карлова университета в Праге (с 1912). Действительный член Чешской академии наук, словесности и искусств (с 1924).

## Биография
В 1875—1879 обучался на факультете искусств в университете Праги, где специализировался в классической филологии, а также изучал эстетику, философию, психологию и педагогику. Затем работал учителем гимназий. Одновременно активно занимался научной и литературной деятельностью, которая первоначально была сосредоточена в области классической филологии, а позже психологии.
В 1897 году Ф. Крейчи, как автор многочисленных работ, был переведен в Виноградскую гимназию в Праге. В том же году прошел процедуру получения высшей академической квалификации (хабилитации) и стал доктором философии, в области психологии.
С 1902 года полностью посвятил себя научной работе в Карловом университете. В 1903 году стал членом-корреспондентом Чешской академии наук, словесности и искусств. В январе 1905 — адъюнкт-профессор в Карловом университете. Антирелигиозная деятельность Ф. Крейчи послужила поводом к негативному отношению австрийского правительства к ученому. Лишь в октябре 1912 он был назначен ординарным профессором. Помимо лекций с 1914 вëл философский семинар, а с 1918 также — семинар по психологии. В 1923—1924 был деканом факультета искусств.
Кроме лекций и семинаров в университете работал в ведущих чешских научных учреждениях. В 1924 году стал действительным членом Чешской академии наук, словесности и искусств.
Будучи одним из ведущих чешских философов стал соучредителем первого чешского профессионального философского журнала «Česká mysl», который он редактировал с небольшим перерывом в 1900—1931 годах. Под его влиянием журнал пропагандировал идеи позитивизма.
Ф. Крейчи также принимал участие в политической жизни Австро-Венгрии, а затем и Чехословакии. Он был одним из ведущих лидеров Чешской социалистической партии. Совместно с З. Неедлы выступал в защиту интересов рабочего класса. В июне 1918 года руководил, в качестве главного редактора, печатным органом партии — журналом «Budoucno». Избирался членом Революционного Национального собрания Чехословакии, а в 1920—1925 — членом Сената Национального собрания Чехословацкой Республики.
Ф. Крейчи — сторонник психофизического параллелизма и т. н. феноменального дуализма. Представители идеалистических направлений чешской философии, особенно виталист Мареш, критиковали Ф. Крейчи за допущение психологии «без души», за защиту детерминизма как принципа науки, за атеизм.

## Избранные труды
- Psychologiа (1902)
- O filosofii přítomnosti (1904)
- Filosofie posledních let před válkou (1919).